# Japan Golf Tour
Die Japan Golf Tour ist eine der wichtigen Turnierserien im professionellen Golfsport. Seit dem Jahre 1999 obliegt die Durchführung dieser Serie der im selben Jahr gegründeten JGTO (Japanese Golf Tour Organisation). Die Tour hat das dritthöchste Preisgeldniveau, nach der nordamerikanischen PGA TOUR und der europäischen PGA European Tour.
Offizielle Events dieser Tour zählen für die Golfweltrangliste und ebenso können sich Tourmitglieder bei entsprechendem Erfolg für die Majors qualifizieren. Die meisten der führenden Spieler der Japan Golf Tour sind naturgemäß Japaner, aber auch Berufsgolfer aus vielen anderen Ländern sind dort tätig.
Seit den frühen 1990er Jahren konnte die Japan Golf Tour allerdings nicht mehr mit den rasanten Anstiegen der Preisgelder der zwei führenden Turnierserien Schritt halten.
Die JGTO organisiert auch eine zweitgereihte (second level) Turnierserie, die Japan Challenge Tour, vergleichbar mit der nordamerikanischen Nationwide Tour und der europäischen Challenge Tour. Sie wird seit 1999 veranstaltet.

## Japan Golf Tour Geldrangliste
| Jahr    | Spieler          | Nation             | Preisgeld (¥) |
| ------- | ---------------- | ------------------ | ------------- |
| 2022    | Kazuki Higa      | Japan              | 181,598,825   |
| 2020/21 | Chan Kim         | Vereinigte Staaten | 127,599,803   |
| 2019    | Shugo Imahira    | Japan              | 168,049,312   |
| 2018    | Shugo Imahira    | Japan              | 139,119,332   |
| 2017    | Yūsaku Miyazato  | Japan              | 182,831,982   |
| 2016    | Yuta Ikeda       | Japan              | 207,901,567   |
| 2015    | Kim Kyung-tae    | Südkorea           | 165,981,625   |
| 2014    | Koumei Oda       | Japan              | 137,318,693   |
| 2013    | Hideki Matsuyama | Japan              | 201,076,781   |
| 2012    | Hiroyuki Fujita  | Japan              | 175,159,972   |
| 2011    | Bae Sang-moon    | Südkorea           | 151,078,958   |
| 2010    | Kim Kyung-tae    | Südkorea           | 181,103,799   |

Alle Gewinner von 1973 bis 2009 sind Japaner.
| 2009 | Ryō Ishikawa       | 183,524,051 Yen |
| 2008 | Shingo Katayama    | 180,094,895 Yen |
| 2007 | Toru Taniguchi     | 171,744,498 Yen |
| 2006 | Shingo Katayama    | 178,402,190 Yen |
| 2005 | Shingo Katayama    | 134,075,280 Yen |
| 2004 | Shingo Katayama    | 119,512,374 Yen |
| 2003 | Toshimitsu Izawa   | 135,454,300 Yen |
| 2002 | Toru Taniguchi     | 145,440,341 Yen |
| 2001 | Toshimitsu Izawa   | 217,934,583 Yen |
| 2000 | Shingo Katayama    | 177,116,489 Yen |
| 1999 | Naomichi Ozaki     | 137,641,796     |
| 1998 | Masashi Ozaki      | 179,627,400     |
| 1997 | Masashi Ozaki      | 170,847,633     |
| 1996 | Masashi Ozaki      | 209,646,746     |
| 1995 | Masashi Ozaki      | 192,319,800     |
| 1994 | Masashi Ozaki      | 215,468,000     |
| 1993 | Hajime Meshiai     | 148,718,200     |
| 1992 | Masashi Ozaki      | 186,816,466     |
| 1991 | Naomichi Ozaki     | 119,507,974     |
| 1990 | Masashi Ozaki      | 129,060,500     |
| 1989 | Masashi Ozaki      | 108,715,733     |
| 1988 | Masashi Ozaki      | 125,162,540     |
| 1987 | David Ishii        | 86,554,421      |
| 1986 | Tsuneyuki Nakajima | 90,202,066      |
| 1985 | Tsuneyuki Nakajima | 101,609,333     |
| 1984 | Shinsaku Maeda     | 57,040,357      |
| 1983 | Tsuneyuki Nakajima | 85,514,183      |
| 1982 | Tsuneyuki Nakajima | 68,220,640      |
| 1981 | Isao Aoki          | 57,262,941      |
| 1980 | Isao Aoki          | 60,532,660      |
| 1979 | Isao Aoki          | 45,554,211      |
| 1978 | Isao Aoki          | 62,987,200      |
| 1977 | Masashi Ozaki      | 35,932,608      |
| 1976 | Isao Aoki          | 40,985,801      |
| 1975 | Takashi Murakami   | 38,705,551      |
| 1974 | Masashi Ozaki      | 41,846,908      |
| 1973 | Masashi Ozaki      | 43,814,000      |

Das Preisgeld inkludiert auch die Einkünfte bei den Majors und den Events der World Golf Championships.